# Rabbit (Koons)
Rabbit es el nombre de una serie escultórica de tres figuras de acero inoxidable idénticas entre sí con forma de conejo, realizadas por Jeff Koons en 1986. Una de las ediciones de este trabajo es la obra más cara vendida por un artista vivo en subasta, siendo vendido por 91,11 millones de dólares en mayo de 2019.

## Esculturas
En mayo de 2019, una de las esculturas se subastó por $91.1 millones, rompiendo el récord de obra más cara de un artista vivo en subasta.  El trabajo, el cual fue vendido por el editor de la revista S. I. Newhouse, era una de las tres ediciones de la obra (más la prueba del artista) y el último que aún permanecía en manos privadas. El comerciante de arte Robert Mnuchin adquirió el trabajo para el millionario Steven A. Cohen.
En el año 2000, Stefan Edlis cedió parcialmente al Museo de Chicago de Arte Contemporáneo la escultura de Rabbit que posee, donde aún permanece expuesta.
La otra edición es parte de la colección permanente del museo de arte contemporáneo The Broad de Los Ángeles, donde está expuesta al público como parte de la colección de Koons.